# Monsieur Moto
Monsieur Moto est un personnage de détective et agent secret japonais créé par l'auteur américain John P. Marquand.
Moto apparaît dans six romans entre 1935 et 1957. Les exploits de ce héros, qui préfigure James Bond et Indiana Jones, ont été adaptés au cinéma dans huit films de série B entre 1937 et 1939, avec Peter Lorre dans le rôle de Monsieur Moto.
En 1965, des producteurs anglais tenteront de relancer la franchise, mais sans suite.